# Ben Ross
Charles Benjamin Ross, känd som Cowboy Ben, född 27 december 1876 i Parma i Idahoterritoriet, död 31 mars 1946 i Boise i Idaho, var en amerikansk demokratisk politiker. Han var guvernör i Idaho 1931–1937.
Ross gifte sig år 1900 med Edna Reavis. Hustrun stödde hans politiska karriär och kallades "Governor Edna" under Ben Ross ämbetsperiod som guvernör. Mellan 1923 och 1930 var Ben Ross borgmästare i Pocatello. Han vann sedan tre tvååriga mandatperioder som guvernör. Både som borgmästare och som guvernör var förbättringar av vägnätet en viktig profilfråga för Ross.
Ross var medlem i kongregationalistkyrkan och kandiderade år 1936 utan framgång till USA:s senat.